# Edgar Wood
Edgar Wood (Middleton, 17 maggio 1860 – Montecalvario, 12 ottobre 1935) è stato un architetto inglese, particolarmente attivo a Manchester, ottenne una considerevole reputazione in tutto il Regno Unito. È considerato uno dei principali promotori del movimento artisitico noto come "Arts and Crafts".

## Biografia
Sesto di otto figli, apparteneva ad una famiglia agiata guidata dal padre, Thomas Broadbent Wood (1821-1909), uomo d'affari e proprietario di un cotonificio, e dalla madre, Mary, figlia  di un industriale di Lindley, proprietario di uno stabilimento di macchine per la cardatura. Il padre Thomas era uno strenuto unitarista in campo religioso e un liberale gladstoniano in ambito politico, molto attivo nelle questioni pubbliche. Anche la famiglia di sua moglie, Mary, condivideva la stessa visione politica ed era attiva nella conunità non solo di Lindley, ma anche a Huddersfield e Middleton, dove Wood visse per cinquantasei anni.

Poco sappiamo della sua infanzia, solo che nel 1871 perse la madre naturale, Mary, e che la nuova sposa di suo padre, Jane Anne Haigh, si dimostrò molto favorevole alle sue prime inclinazioni artistiche, consentendogli di intrparendere la sua formazione presso la locale Queen Elizabeth’s Grammar School di Middleton, sotto la guida del Rev. James Jelly. 

Sin da ragazzo, Ward manifestò le sue tendenze artistiche che tuttavia non incontrarono il favore del padre, che intendeva introdurlo nella cotonificio di famiglia, tuttavia alla fine i due trovarono un accordo negli studi in architettura, professione che probabilmente per Wood Senior doveva avere maggiore rispettabilità, come risultato di ciò, il giovane Wood entrò come apprendista nel prestigioso studio di architettura  Mills and Murgatoyd di Manchester, all'interno del quale non ebbe un'esperienza positiva.. Dopo aver superato l'esame di architetto nel 1885, divenne subito attivo prima nella sua Middleton, e successivamente ad Oldham e Manchester; e in quello stesso anno divenne membro della Royal Institute of British Architects. La sua prima commissione pubblica, una fontana per il mercato pubblico di Middleton, venne pubblicata nella prestigiosa rivista British Architect nel 1888 e dimostra, come le successive prime commissioni, una forte influenza del lavoro di Alfred Waterhouse. Presto seguirono commissioni pubbliche più importanti e, nel 1893, dopo aver aperto il suo studio presso Manchester nel 1892, prese come suo apprendista Godfrey Schwarbe.

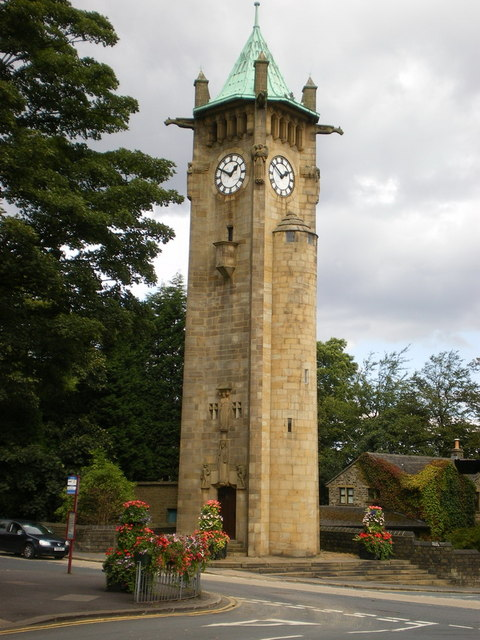
La Lindley Clock Tower commissionata a Wood nel 1901

Il suo graduale allontanamento dallo stile vittoriano è testimoniato dal progetto per la Old Road Unitarian Chapel (1891-2) e da quello per la sua stessa abitazione di Redcroff, dove la ricchezza di sculture architettoniche e dipinti murali testimoniano l'ambizione all'unione di tutte le arti in un solo progetto architettornico. Così come sono videnti gli influssi dell'architettura rurale, a partire dalla metà del decennio 1890. I suoi progetti disegnati per le dimore private nel Lancashire sono molto esuberanti sotto questo punto di vista, solo successivamente l'elemento vernacolare viene utilizzato in maniera molto più ragionata.

A partire dal 1904 Wood si trovava all'apice della sua carriera professionale e molte delle sue commissioni più celebri, come Banney Royd, la Long Street Wesleyan Church a Middleton, la Lindley Clock Tower e la First Church of Christ, Scientist a Victoria Park, Manchester, erano state o completate o in via di completamento. Due di questi progetti, la Lindley Clock Tower e la First Church of Christ, Scientist, anticipano l'espressionismo nella loro manipolazione consapevole della forma architettonica e dei materiali tradizionali di costruzione. Fu a questo punto, dopo aver portato ai suoi limiti l'architettura tradizionale, Wood si rivolge a una nuova forma di progettazione alla quale viene introdotto dall'architetto James Henry Sellers. Quest'ultimo aveva le stesse origini di Wood, ma una formazione completamente diversa, in larga parte come autodittata, senza alcuna forma di istruzione. Fu Sellers ad introdurre l'uso del cemento armato come materiale innovativo di costruzione, e venne subito seguito anche da Wood, il quale dopo aver sperimentato progetti di abitazioni private che mescolavano tetti spioventi con tetti piatti, nel 1908 realizzò il suo progetto più ambizioso, sotto questo punto di vista, Upmeads, Newport Road, presso Stafford, un edificio privato con il tetto interamente piatto.

Nel 1921 l'improvviso arrivo di una grande eredità gli consentì di abbandonare la professione di architetto e di recarsi in Italia per dedicarsi interamente alla sua vera passione, la pittura. Morì a Porto Maurizio e venne sepolto nel cimitero inglese di Diano Marina vicino Imperia.

## Elenco delle opere
- Temple Street Baptist Church, Middleton
- Halecroft, Hale
- Silver Street Chapel
- Redcroft and Fencegate, Middleton
- Old Clergy House, Almondbury
- 31–37 Broad Street, Rochdale
- Briarcourt, Lindley
- Long Street Methodist Church, Middleton
- 51–53 Rochdale Road, Middleton
- Homestead, Trafford
- Banney Royd, Huddersfield
- Arkholme, 1 Towncroft Avenue, Middleton
- Ponsonby and Carlile Office
- Lindley Clock Tower, Lindley
- Parsonage House
- Edgar Wood Centre
- 36 Mellalieu Street, Middleton
- Hill House Barley, Hertfordshire
- Upmeads, Stafford
- Elm Street School, Middleton
- Royd House, Hale
- Edgecroft, Heywood